# Oqaasileriffik
Oqaasileriffik (Office de la langue groenlandaise) est l’institution sous l’égide du ministère de la Culture, de l’Éducation, de la Recherche et de l’Église du Groenland. Cette institution est chargée des questions linguistiques concernant la langue groenlandaise, la documentation de son usage, son évolution et la recherche de son apprentissage comme langue seconde.

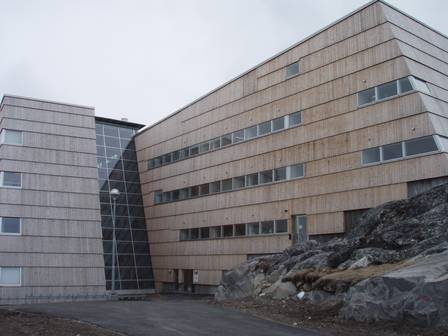
Le siège au campus Ilimmarfik de l'université du Groenland à Nuuk.

C’est aussi le bureau administratif des plusieurs comités parlementaires :
- Oqaasiliortut (Conseil de la langue groenlandaise) ;
- Nunat Aqqinik Aalajangiisartut (Comité groenlandais des toponymes) ;
- Inuit Aqqinik Akuersisartut (Comité des noms personnels).